# آنری بویسون
آنری بویسون (به فرانسوی: Henri Buisson؛ زادهٔ ۱۵ ژوئیه ۱۸۷۳ در پاریس؛ درگذشتهٔ ۶ ژانویه ۱۹۴۴ در مارسی) یک فیزیک‌دان اهل فرانسه بود که به همراه شارل فابری در سال ۱۹۱۳ لایه اوزون را کشف کرد.